# Naumen DMS
Naumen DMS – система электронного документооборота и управления бизнес-процессами, разрабатываемая компанией NAUMEN.  

Система представлена на рынке с 2006 года, ранее компания NAUMEN производила другое решение для электронного документооборота – NauDoc.

Naumen DMS позволяет:
- перевести делопроизводство в электронную форму;
- ускорить движение документов внутри предприятия и между несколькими компаниями в составе холдинга;
- автоматизировать управление бизнес-процессами;
- контролировать исполнительскую дисциплину;
- сократить затраты времени на поиск документов и информации;
- обеспечить долговременное хранение документов в электронном виде;
- разграничить права доступа сотрудников к информации.

Продукт также позиционируется как система управления бизнес-процессами и документами, построенная на основе веб-технологий.

## Функциональные возможности
К базовым функциям Naumen DMS относятся создание, хранение и поиск документов, работа с журналами регистрации, контроль исполнения поручений и задач, автоматизация и мониторинг процессов.

Naumen DMS поставляется в трех редакциях – Lite, Standard или Enterprise.

Редакции отличаются:
- составом программных модулей (функций), входящих в редакцию;
- перечнем поддерживаемых СУБД;
- максимальным количеством пользовательских лицензий, допустимым в этой редакции;
- стоимостью базовой серверной лицензии;
- стоимостью пользовательских лицензий.

В редакциях Standard или Enterprise доступны такие возможности, как:
- ведение электронного делопроизводства (канцелярии);
- управление документооборотом в распределенных холдинговых структурах;
- настройка бизнес-процессов с помощью графического дизайнера BPM;
- формирование отчетов;
- автоматический (поточный) ввод документов с помощью системы сканирования и распознавания текстов ABBYY Fine Reader;
- получение данных о сотрудниках из службы Microsoft Active Directory.

Кроме того, функциональные возможности Naumen DMS могут быть расширены за счет подключения дополнительных модулей.

Электронный архив. Используется для организации архивного хранения документов в соответствии с нормами и практиками российского делопроизводства.

Штрих-кодирование документов. Повышает скорость поиска электронных копий документов и делает более удобным контроль за движением бумажных документов.

Потоковое сканирование. Сокращает затраты при переносе в СЭД большого массива бумажных документов.

Работа с мобильных устройств. Дает возможность работы с документами и задачами со смартфонов, КПК и пр.

Рабочее место руководителя. Позволяет руководителям с минимальными затратами времени получать из СЭД информацию для принятия решений и фиксировать эти решения.

Обработка обращений граждан в органах власти. Используется для организации работы с обращениями граждан в государственных учреждениях в соответствии с федеральным законом №59-ФЗ.

Электронная подпись (ЭЦП). Позволяет применять электронную подпись при операциях с документами и поручениями.

Файловое хранилище. Упрощает сопровождение большого объема файлов, хранящихся в СЭД.

## Архитектура
Naumen DMS представляет собой приложение, реализованное в трехуровневой архитектуре «клиент – сервер приложений – сервер баз данных». Пользовательские интерфейсы системы полностью web-ориентированы, не требуют установки дополнительного ПО на рабочие места.

Серверная часть приложения построена на технологиях Java, что обеспечивает кроссплатформенность и позволяет эксплуатировать Naumen DMS на серверах под управлением ОС Microsoft Windows или Linux.

В качестве СУБД могут использоваться наиболее популярные решения, такие как Oracle, Microsoft SQL Server и PostgreSQL.

Модуль управления процессами Naumen DMS создан на базе программной платформы Activiti, свободно распространяемого инструмента для управления бизнес-процессами с открытым исходным кодом.

## Развитие продукта
В мае 2012 г. компания представила версию 3.0 с полностью обновленным пользовательским интерфейсом и новым инструментом для моделирования и управления бизнес-процессами на базе Activiti BPM, который обеспечивает настройку и графическое представление процессов в нотации BPMN 2.0.